# Mychajlo Podoljak
Mychajlo Mychajlovyč Podoljak (in ucraino Михайло Михайлович Подоляк?; Leopoli, 16 febbraio 1972) è un funzionario e giornalista ucraino, consigliere del presidente dell'Ucraina Volodymyr Oleksandrovyč Zelens'kyj. A dicembre 2020 è stato inserito, dalla rivista Focus, al terzo posto nella classifica dei 100 ucraini più influenti. Nel 2022 è stato uno dei rappresentanti dell'Ucraina ai negoziati di pace tra Russia e Ucraina, durante l'invasione russa dell'Ucraina del 2022.
Nel 2004 Podoljak è stato vice caporedattore del quotidiano bielorusso Vremja. In seguito l'anno successivo, è stato capo redattore di Ukraïns'ka Hazeta. Nel 2006 ha iniziato a lavorare come libero professionista pubblicando articoli sulla piattaforma ucraina Obozrevatel', divenendone nel dicembre 2011 caporedattore.